# Rüdlingen
Rüdlingen és un municipi del cantó de Schaffhausen (Suïssa).